# Station Nuland
Station Nuland Nl is een voormalig station aan de spoorlijn Tilburg - Nijmegen en ligt tussen de huidige stations Rosmalen en Oss West. Het station van Nuland werd geopend op 4 juni 1881 en is momenteel buiten gebruik. Het stationsgebouw uit 1880 werd in 1970 gesloopt.